# Rajekwesi (Kendit)
Rajekwesi is een bestuurslaag in het regentschap Situbondo van de provincie Oost-Java, Indonesië. Rajekwesi telt 2109 inwoners (volkstelling 2010).